# Ljiljana Blagojević
Ljiljana Blagojević serb. Љиљана Благојевић (ur. 5 listopada 1955 w Belgradzie) – serbska i jugosłowiańska aktorka teatralna i filmowa.

## Życiorys
Jest córką Vlado i Spaseniji. W czasie nauki w liceum występowała w dziecięcej grupie aktorskiej, działającej przy Radiu Belgrad, pod kierunkiem Bate Miladinovicia. Studiowała chemię, ale po drugim roku porzuciła te studia i przeniosła się na studia aktorskie na Wydziale Sztuk Dramatycznych w Belgradzie (klasa Milenka Maričicia). W czasie studiów zadebiutowała w filmie Boško Buha. W 1981 zagrała główną rolę w filmie Emira Kusturicy Czy pamiętasz Dolly Bell? 
Po studiach działała jako aktorka niezależna, od 1996 związana z Teatrem Narodowym w Belgradzie. Na scenie narodowej zagrała ponad 60 ról. Należała do grona założycieli Wydziału Sztuk Teatralnych i Filmowych na Uniwersytecie w Bijelinie, gdzie przez wiele lat prowadziła zajęcia ze studentami.  Wraz z mężem, reżyserem Sinišą Kovačeviciem założyła firmę AVE SERBIA, zajmującą się produkcją filmów i seriali telewizyjnych. W 2022 przeszła na emeryturę.

## Role filmowe (wybór)
- 1978:Boško Buha jako Milena
- 1979:Ostatnia gonitwa jako weterynarz
- 1981:Czy pamiętasz Dolly Bell? jako Dolly Bell
- 1982:Zapach pigwy jako Luna
- 1983:Doktorka na selu jako lekarka Ana
- 1983:Veliki transport jako Cyganka
- 1984:Vojnici jako Vesna Tanašković
- 1986:Wieczorne dzwony jako Rosa
- 1995:Vrenje jako Živka Vujović
- 1987:Otac i sin jako Kaja
- 1987:Oddział Czarna Pantera jako Mila
- 1988:Tako se kalio celik jako Ruža
- 1990:Granica jako Ljubica Topić
- 2009:Mala sala jako Magda
- 1992:Peti leptir jako Melanija
- 1995:Kraj dinastije Obrenović jako Draga Obrenović
- 1998:Wybawca jako matka Very
- 1999:Sztylet jako Rabija Osmanović
- 2004:Slobodan dan jako psychoterapeutka
- 2005:Drugo stanje jako Vukosava
- 2007:Obiecaj mi jako Bosa
- 2008:Gorki plodovi jako Radmila Fogel
- 2021:Crna svadba jako Mikula
- 2022:Luca jako matka Misi
- 2024:Vreme smrti jako Milunka

## Nagrody i wyróżnienia
- 2012: Nagroda Žanki Stokić za wybitny wkład w rozwój serbskiego teatru i filmu
- 2012: Nagroda im. Siergieja Bondarczuka
- 2021: Nagroda Pavle Vujisicia